# Aborto en Estonia
El aborto en Estonia ha sido legal desde el 23 de noviembre de 1955, cuándo Estonia era parte de la Unión Soviética. Estonia afinó su legislación después de que obtuviera su independencia.
Estonia permite el aborto libre, siempre y cuando sea antes de que se cumplan 11 semanas de gestación. Los abortos posteriores a esa fecha se le permite hasta la semana 21 (incluida), en caso de que la mujer sea menor de 15 años o mayor de 45 años, si la vida de la mujer corre peligro, si el niño padece discapacidades físicas y mentales severas, o si la mujer presenta una enfermedad o problema médico que dificulte el desarrollo del niño.
Las mujeres que desean abortar por motivos personales, pero sin especificar en la legislación del aborto, debe de pagar una tarifa, cuyo valor varía en la lista de precios que ofrece el proveedor del aborto. El aborto realizado por motivos médicos, está asegurado por el Fondo de Seguros Médicos de Estonia.
En 2006, se reportó que el 38.7% de los embarazos en Estonia fueron abortados, siendo menor que en 2000, donde se abortaban el 49.4% de los embarazos.
En 2010, se habían realizado 9087 abortos en Estonia, lo que significaba que por cada 100 niños nacidos vivos, había 57.4 abortos. En 2010, el índice de aborto era de 25.5 abortos por 1000 mujeres entre 15 y 44 años.
La Mifepristona (Aborto médico) fue registrado en 2003.